# Town osztály (1910)
A Town osztály egy 21 hajóból álló könnyűcirkáló osztály volt, melyet a Brit Királyi Haditengerészet és az Ausztrál Királyi Haditengerészet építtetett. Ezek a hajók nagy hatótávolságú cirkálók voltak, ami alkalmassá tette őket arra, hogy a kiterjedt Brit Birodalom vizein őrködjenek. Kezdetben a hajókat a másodosztályú cirkálók közé sorolták be. A Town osztálynak számos alosztálya volt. Ezek az öt hajóból álló Bristol alosztály, a négy hajóból álló Weymouth alosztály, a három brit és három ausztrál hajóból álló Chatham alosztály, a három brit és egy ausztrál hajóból álló Birmingham alosztály, valamint a két hajóból álló Birkenhead alosztály. A Town osztály összes hajója brit városokról kapta a nevét, kivételek ez alól az ausztrál hajók, amelyeket ausztrál városok után neveztek el. A Chatham alosztály ausztrál hajóit nevezik még Sydney alosztálynak is, mivel az első ilyen hajó a HMAS Sydney nevet viseli.

## A Town osztály alosztályai

### Bristol alosztály
A Bristol alosztály összes hajóját az 1909-es program keretében rendelték meg, majd 1910 végén álltak hadrendbe. Ezek a hajók 138 méter hosszúak voltak, vízkiszorításuk pedig 5300 tonna volt. A hajók oldalai viszonylag alacsonyan voltak, de ezt a hibát a következő, azaz a Weymouth alosztálynál már orvosolták. A hajók elsődleges fegyverzete nem volt túl erős, mindössze kettő 152 mm-es ágyú volt a hajó elején illetve hátulján. A másodlagos fegyverzet már hatásosabb volt, ez tíz darab 102 mm-es ágyúból állt. Légvédelmi fegyverzetként négy darab 3 fontos (47 mm-es) ágyú, valamint négy darab Maxim-géppuska szolgált. Az első világháború idején a légvédelmi fegyverzetet megtoldották még egy 76 mm-es ágyúval. Ezek a hajók másodosztályú cirkálók voltak, melyeket több feladat ellátására terveztek, mint például a kereskedelmi hajók kísérete, vagy az egyszerű flottaszolgálat. Mindent összevetve a hajók sikeresek voltak, de számos kritikát kaptak, például a hajón lévő hely szűkössége, vagy az ágyútornyok lassúsága miatt. Ezen kívül a 102 mm-es ágyúk túl közel voltak a vízhez, valamint a vegyes fegyverzet miatt a tűzirányítással is gyakran gondok voltak.

#### Hajók

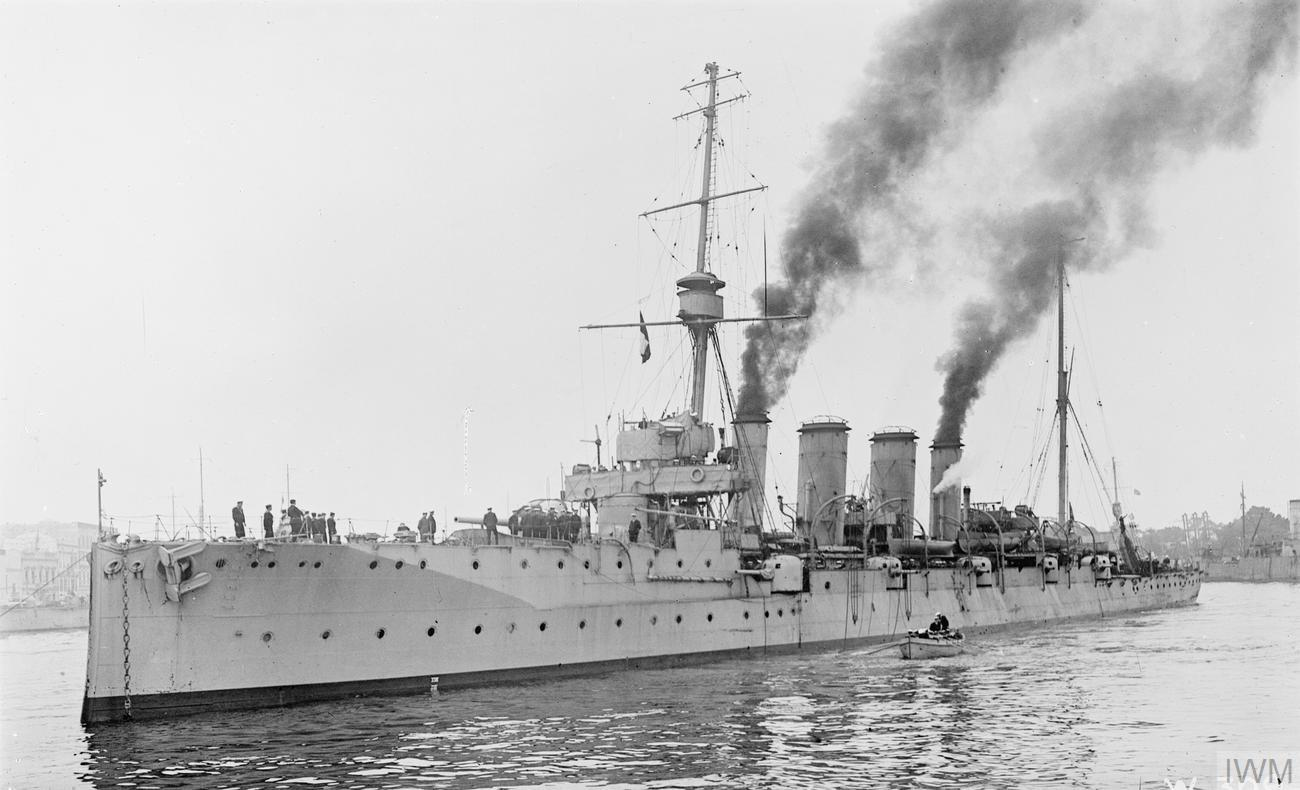
A HMS Gloucester Brindisiben (Adria) horgonyoz, Olaszország 1917.

- HMS Bristol

Építését 1909. március 23-án kezdték a clydebanki John Brown and Company hajógyárban. 1910. február 23-án bocsátották vízre, építését 1910 decemberében fejezték be. 1921. május 9-én eladták szétbontásra.
- HMS Glasgow

Építését 1909. március 25-én kezdték a govani Fairfield Shipbuilding and Engineering Company hajógyárban. 1909. szeptember 30-án bocsátották vízre, építését 1910 szeptemberében fejezték be. 1927. április 29-én eladták szétbontásra.
- HMS Gloucester

Építését 1909. április 15-én kezdték a dalmuiri William Beardmore and Company hajógyárban. 1909. október 28-án bocsátották vízre, építését 1910 októberében fejezték be. 1921. május 9-én eladták szétbontásra.
- HMS Liverpool

Építését 1909. február 17-én kezdték a Barrow in Furness-i Vickers hajógyárban. 1909. október 30-án bocsátották vízre, építését 1910 októberében fejezték be. 1921. november 8-án eladták szétbontásra.
- HMS Newcastle

Építését 1909. április 14-én kezdték a Walker-i Sir W. G. Armstrong Whitworth and Company hajógyárban. 1909. november 25-én bocsátották vízre, építését 1910 szeptemberében fejezték be. 1921. május 9-én eladták szétbontásra.

### Weymouth alosztály
A  Weymouth alosztály hajóit az 1910-es program keretében rendelték meg, és 1911-ben vagy 1912-ben állították őket hadrendbe. Ezek a hajók csak néhány dologban tértek el a Bristol alosztály hajóitól. Ezeken a hajókon már erősebb volt az elsődleges fegyverzet, mert immár nyolc darab 152 mm-es ágyú volt a hajókon. A másodlagos fegyverzet itt négy darab 3 fontos (47 mm-es) ágyúból állt. A háború alatt a Weymouth alosztály hajóinak fegyverzetén is számos módosítás történt, például itt is megjelent a 76 mm-es légvédelmi ágyú. Ezek a hajók voltak az első cirkálók, melyeken repülőgépek voltak. Igaz, a Sopwith Pup típusú repülőgépek csak felszállni tudtak a hajóról, leszállni rá már nem, ezért ha úgy adódott, hogy a pilóta nem éri el a partot, akkor a vízen kellett kényszerleszállást végrehajtania. Összességében ezek a hajók a Bristol alosztály megnagyobbított és javított változatai voltak, melyek egységes, 152 mm-es elsődleges fegyverzetet kaptak. Ezek az ágyúk olyan helyekre kerültek, melyek kevésbé voltak kitéve az időjárás viszontagságainak. Ezeken a hajókon már megjelentek az erősebb, 533 mm-es torpedók is. 1915-ben a Weymouth alosztály fegyverzetét megtoldották egy 76 mm-es légvédelmi ágyúval.

#### Hajók
- HMS Weymouth

Építését 1910. január 19-én kezdték a Elswick-i Armstrong Whitworth hajógyárban. 1910. november 18-án bocsátották vízre, építését 1911 októberében fejezték be. 1928. október 2-án eladták szétbontásra.
- HMS Yarmouth

Építését 1910. január 27-én kezdték a Glasgow-i London and Glasgow Company hajógyárban. 1911. április 12-én bocsátották vízre, építését 1912 áprilisában fejezték be. 1929. július 2-án eladták szétbontásra.
- HMS Dartmouth

Építését 1910. február 19-én kezdték a Vickers hajógyárában. 1910. december 14-én bocsátották vízre, építését 1911 októberében fejezték be. 1930. december 13-án eladták szétbontásra.
- HMS Falmouth

Építését 1910. február 21-én kezdték a Beardmore hajógyárában. 1910. szeptember 20-án bocsátották vízre, építését 1911 szeptemberében fejezték be. 1916. augusztus 19-én torpedótalálatot kapott a német U-66 tengeralattjárótól, majd másnap újabb találat érte, ekkor az U-52 tengeralattjáróról.

### Chatham/Sydney alosztály
A Chatham alosztály hajóit az 1911-es program keretében rendelték meg, hadrendbe állításukra pedig 1912 és 1916 közt került sor. Az Ausztrál Királyi Haditengerészet számára is készült három, a Chatham alosztály hajóival megegyező cirkáló, melyeket Sydney alosztálynak neveznek. A Chatham vagy Sydney alosztály hajói két dologban térnek el lényegesebben a korábbi alosztályoktól. A fedélzetpáncélt csökkentették, hogy az övpáncélzatot növelhessék, valamint a hajón nyolc darab 152 mm-es ágyú volt, mind külön-külön lövegtoronyban. A hajókon nem volt másodlagos fegyverzet, de volt négy darab 3 fontos (47 mm-es) ágyú, melyek a légvédelem szerepét töltötték be. Az első világháború során a légvédelmi fegyverzethez hozzáadtak még négy darab 76 mm-es ágyút. Az ágyúkon, mint ahogy akkoriban a legtöbb ágyún, csak elöl volt páncél, amely védelmet nyújtott a becsapódó szilánkok ellen. Az ágyúkat viszonylag távol helyezték el egymástól, hogy egy esetleges találat minél kevesebbet tegyen közülük használhatatlanná. Az alosztály hajóit repülőgépekkel is ellátták a háború során. 1920-ban a Chatham egy ideig szolgált az Új-zélandi Haditengerészetnél is, azaz a Brit Királyi Haditengerészet Új-zélandi hadosztályánál, de 1924-ben visszakerült a Brit Királyi Haditengerészethez.

#### Hajók
- HMS Chatham

Építését 1911. január 3-án kezdték a Chatham Dockyard hajógyárban. 1911. november 19-én bocsátották vízre, építését 1912 decemberében fejezték be. 1920. szeptember 11-én átkerült az Új-zélandi Haditengerészethez, ahonnan 1924-ben helyezték vissza a Brit Királyi Haditengerészethez. 1926. július 13-án eladták szétbontásra.
- HMS Dublin

Építését 1911. január 3-án kezdték a Beardmore hajógyárában. 1912. április 30-án bocsátották vízre, építését 1913 márciusában fejezték be. 1926 júliusában eladták szétbontásra.
- HMS Southampton

Építését 1911. április 6-án kezdték John Brown hajógyárában. 1912. május 16-án bocsátották vízre, építését 1912 novemberében fejezték be. 1926. július 13-án eladták szétbontásra.
- HMAS Sydney

Építését 1911. február 11-én kezdték a London & Glasgow hajógyárában. 1912. augusztus 29-én bocsátották vízre, építését 1913 júniusában fejezték be. 1929 áprilisában szétbontották a Cockatoo Dockyard hajógyárban.
- HMAS Melbourne

Építését 1911. április 14-én kezdték a Cammell Laird hajógyárában. 1912. május 30-án bocsátották vízre, építését 1913 januárjában fejezték be. 1928. december 8-án eladták szétbontásra.
- HMAS Brisbane

Építését 1913. január 25-én kezdték a Cockatoo Dockyard hajógyárában. 1915. szeptember 30-án bocsátották vízre, építését 1916 novemberében fejezték be. 1936. június 13-án eladták szétbontásra.

### Birmingham alosztály

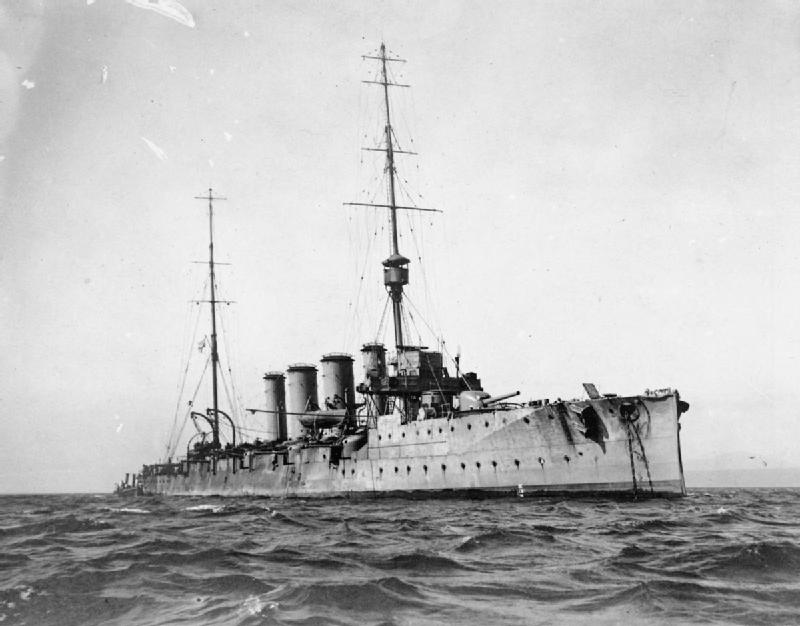
A HMS Glasgow Valparaiso-nál (Chile) a Coronel-i csata előtt, 1914. november elsején

A Birmingham alosztály hajóit az 1912-es program keretében rendelték meg, majd 1914-ben állították őket hadrendbe. Megjelenésben és fegyverzetben csupán kisebb eltéréseket mutat a korábbi alosztályokhoz képest. Fő fegyverzete kilenc darab 152 mm-es ágyúból áll, valamint tettek még egy 152 mm-es ágyút a hajó orrába, hogy megnöveljék az elülső tűzerőt. Légvédelmi fegyverzete megegyezik a Chatham alosztályéval, de az első világháborúban csak három darab 76 mm-es ágyúval toldották meg azt. Ezek a hajók viszont nem kaptak repülőgépeket a háború során. A Birmingham alosztálynál kissé kiszélesítették a hajó orrát, ezzel növelve stabilitását. A Birmingham alosztály továbbfejlesztésével alakult ki az öt hajóból álló Hawkins nehézcirkáló-osztály. Az Ausztrál Királyi Haditengerészetnél szolgáló Adelaide is szinte megegyezik a Birmingham alosztály hajóival, viszont az ausztrál hajón eltávolították az egyik kéményt az 1930-as évek végén.

#### Hajók
- HMS Birmingham

Építését 1912. június 10-én kezdték az Elswick-i Armstrong Whitworth hajógyárban. 1913. május 7-én bocsátották vízre, építését 1914 februárjában fejezték be. 1931. február 5-én eladták szétbontásra.
- HMS Lowestoft

Építését 1912. július 29-én kezdték a Chatham Dockyard hajógyárban. 1913. április 23-án bocsátották vízre, építését 1914 áprilisában fejezték be. 1931. január 8-án eladták szétbontásra.
- HMS Nottingham

Építését 1912. június 13-án kezdték a Chatham Dockyard hajógyárban. 1913. április 18-án bocsátották vízre, építését 1914 áprilisában fejezték be. 1916. augusztus 19-én az Északi-tengeren a német U-52 tengeralattjáró három torpedója eltalálta, aminek következtében elsüllyedt. A támadásban 38-an vesztették életüket.
- HMAS Adelaide

Építését 1915 januárjában kezdték a Cockatoo Dockyard hajógyárban. 1918. július 27-én bocsátották vízre, építését 1922 augusztusában fejezték be. 1949 januárjában eladták szétbontásra.

### Birkenhead alosztály
A Birkenhead alosztályt 1914 elején rendelte meg a Görög Haditengerészet. A két hajó eredetileg az Antinavarhos Kontouriotis és a Lambros Katsonis neveket kapták volna. 1915 elején azonban a Brit Admiralitás átvette, majd átnevezte a hajókat, melyeket 1915-ben már szolgálatba is állított. Ezek a hajók az előző alosztályok módosított változatai voltak. A hajók fő fegyverzete tíz darab 140 mm-es ágyú volt, melyeket először használták a Brit Királyi Haditengerészet hajóinál. Az új ágyúk viszont beváltak, mivel a kisebb lövedékek miatt megnőtt a tűzgyorsaság, illetve könnyebb volt  a lövedékeket kezelni a viharos tengeren. Ezt követően egyre nagyobb számban alkalmazták ezeket az ágyúkat, többek közt a HMS Hood csatacirkáló is ilyen fegyverzetet kapott. Az ágyú legnagyobb hátránya az volt, hogy páncélzata nem nyújtott megfelelő védelmet az ágyúkezelőknek, a becsapódó szilánkok ellen. A Birkenhead alosztályú hajók légvédelmi fegyverzete megegyezett az előző alosztályéval. A háború után a hajókat felkínálták eladásra a Görög Haditengerészetnek, de akkor már nem tartottak rájuk igényt.

#### Hajók
- HMS Birkenhead

Építését 1914. március 27-én kezdték a Cammell Laird hajógyárában. 1915. január 18-án bocsátották vízre, építését 1915 májusában fejezték be. 1921. október 26-án eladták szétbontásra.
- HMS Chester

Építését 1914. október 7-én kezdték a Cammell Laird hajógyárában. 1915. december 8-án bocsátották vízre, építését 1916 májusában fejezték be. 1921. november 9-én eladták szétbontásra.

## Szolgálatuk

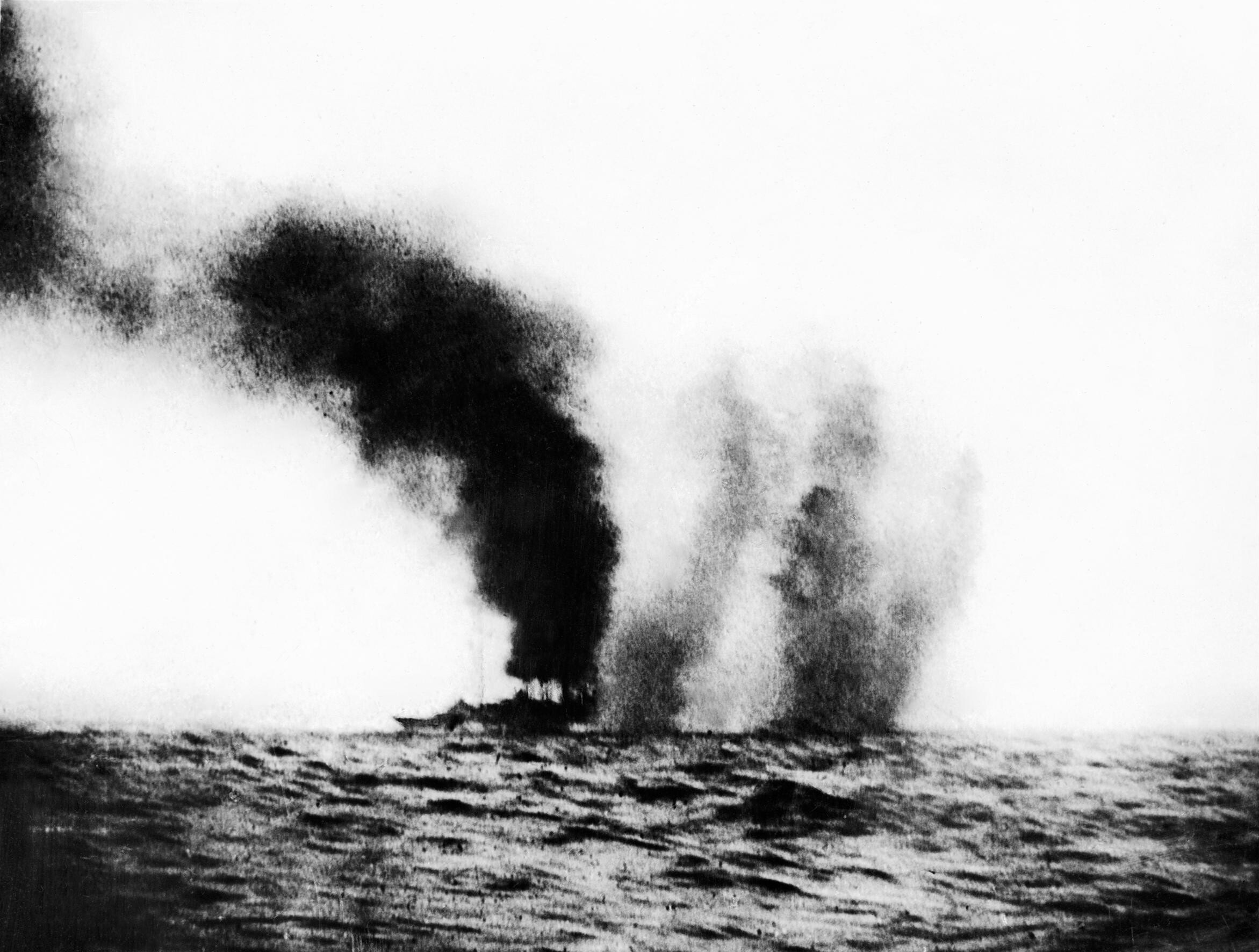
A HMS Birmingham a jütlandi csatában

A Town osztály hajói kivették a részüket az első világháborúból, némelyikük igen komoly eredményeket is fel tudott mutatni. Az osztály hajói 1914-ben harcoltak a Falkland-szigeteki csatában és a helgolandi csatában. Ugyanebben az évben támadta meg a HMAS Sydney a német SMS Emden könnyűcirkálót, melynek eredményeképp a német hajót a partra irányította kapitánya, elkerülve ezzel annak elsüllyedését. Szintén 1914-ben vált a Birmingham az első hajóvá amelynek sikerült elsüllyesztenie egy tengeralattjárót, mikor sikeresen nekiütközött az U-15-nek.
1915-ben a HMS Glasgow megtalálta a Flakland-szigeteki csatából elmenekülő SMS Dresden-t. A Falkland-szigeteki csatában egyébként a Glasgow is részt vett az SMS Leipzig elsüllyesztésében. A Dresdent végül saját legénysége süllyesztette el. Az Town osztályú könnyűcirkálók ebben az évben részt vettek még a doggerbanki csatában is.

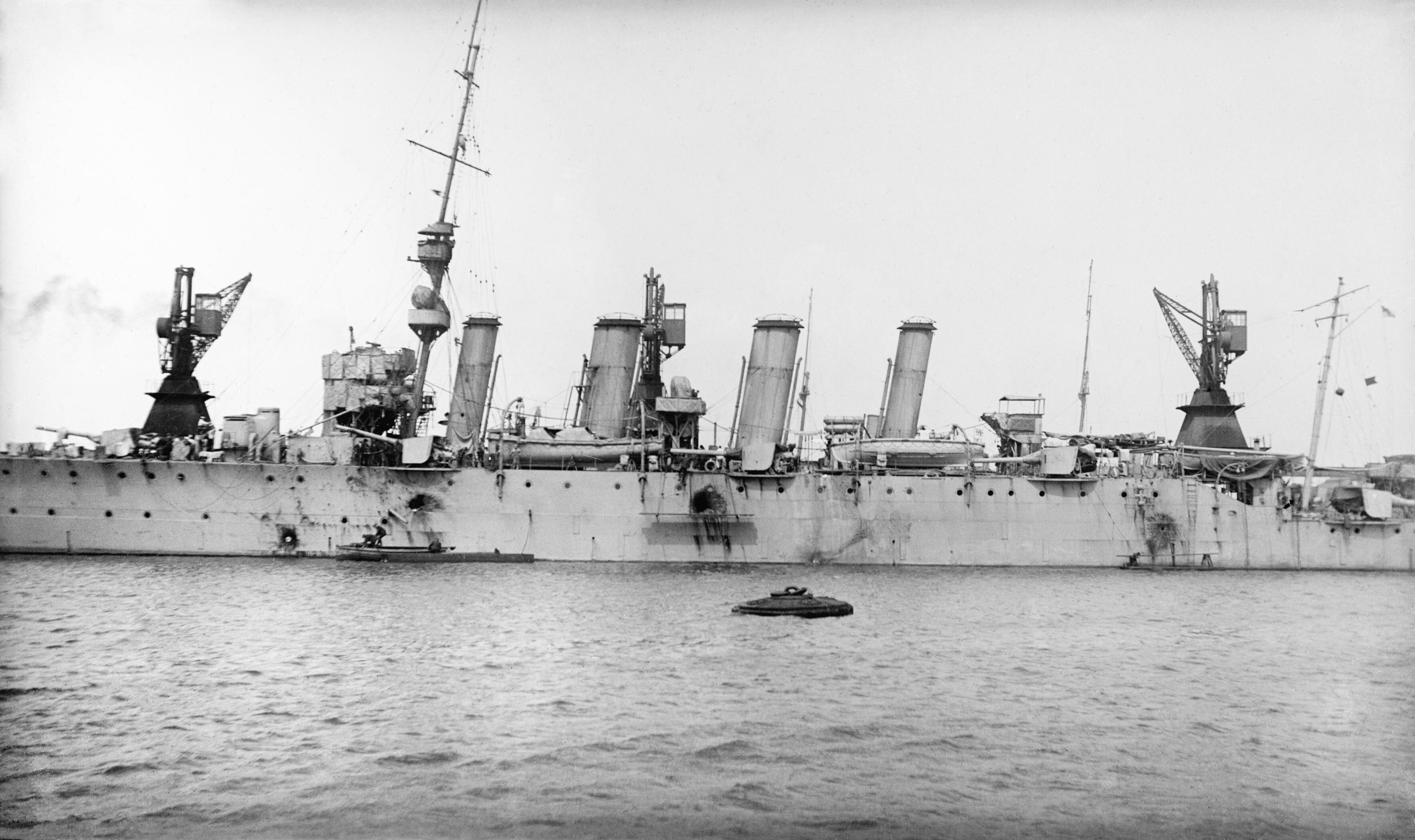
A HMS Chester a jütlandi csata után

1916-ban az osztály számos hajója részt vett az első világháború legnagyobb tengeri ütközetében, a jütlandi csatában. 1917-ben a HMS Yarmouth-ról indított Sopwith Pup volt az első, hajóról indított repülőgép, mely lelőtt egy másik légi járművet, jelen esetben az L23-as Zeppelint. A fent említett eseteken kívül számos más bevetésen részt vettek még a Town osztályú hajók, például kereskedelmi hajók elleni támadásokban. A háború alatt két hajó süllyedt el az osztály tagjai közül, név szerint a HMS Falmouth és a HMS Nottingham. Mindkettő a német tengeralattjárók torpedóinak esett áldozatul.
A háború után a hajók a legkülönbözőbb feladatokat látták el, némelyikük külföldi állomáshelyeken tette mindezt. Az Adelaide-en kívül mindegyik hajót szétbontották az 1930-as évekig. Az Adelaide-et 1938 és 1939 közt felújították. Annak ellenére, hogy akkorra már elég elavultnak számított, az asztrál cirkáló még a második világháborúban is részt vett néhány őrjáratban és flotta kíséretben, a Csendes- valamint az Indiai-óceánon. 1945-ben az Adelaide-et is kivonták a hadrendből, de még egy ideig kirakóhajóként működött Sydney-ben. 1949-ben ezt a hajót is szétbontották.